# Aleister Crowley
Edward Alexander Crowley (/ˈkroʊli/, Royal Leamington Spa, Warwickshire, 12 de octubre de 1875–Hastings, East Sussex, 1 de diciembre de 1947), más conocido como Aleister Crowley, cuyo apodo era Frater Perdurabo y The Great Beast 666 (La Gran Bestia), fue un influyente ocultista, místico, alquimista, escritor, poeta, pintor, alpinista y mago ceremonial británico, que fundó la filosofía religiosa de Thelema. Fue miembro de la organización esotérica Orden Hermética de la Aurora Dorada (de la que fue expulsado), además de cofundador de la "A∴A∴" (Astrum Argentum) y, finalmente, líder de la Ordo Templi Orientis (O.T.O.). Hoy en día es conocido por sus escritos sobre magia, especialmente por El libro de la ley (también conocido como "el libro de Thelema"), aunque también escribió profusamente sobre otros temas y géneros, como ficción y poesía.

## Biografía
Aleister Crowley nació en una familia perteneciente al movimiento cristiano puritano de los Hermanos de Plymouth, que residía en la localidad de Royal Leamington Spa, en Warwickshire. Su padre, Edward Crowley (1834–1887), poseía una gran fortuna gracias a su negocio de fabricación de cerveza, lo que le había permitido jubilarse antes del nacimiento de Aleister. Su madre, Emily Bertha Bishop (1848–1917), proveniente de una familia de Devonshire-Somerset, tenía una relación conflictiva con Aleister, al que llamaba ya de niño "the Beast" (la Bestia), un apodo que luego llegó a celebrar.
En marzo de 1887, cuando Crowley tenía 11 años, su padre murió de cáncer de lengua. Esto supuso un gran cambio en la vida de Aleister, que idolatraba a su padre, un predicador carismático y muy religioso. La familia Crowley se mudó entonces a la casa del tío de Aleister, Tom Bond Bishop, a quien Aleister detestaba profundamente.
En 1895, después de haber pasado por escuelas privadas, ingresó en el Trinity College de Cambridge, donde por primera vez empezó a sentirse libre lejos de su represiva familia. De esa época datan sus primeros ensayos, novelas y poemas eróticos, su creciente escepticismo respecto al cristianismo y el gusto por la poesía y el montañismo. También cambió su nombre Alexander por su forma galesa Aleister.

«Durante muchos años detestaba que me llamaran Alick, en parte por el desagradable sonido y la vista de la palabra, en parte porque era el nombre con que mi madre me llamaba. Edward no parecía complacerme y los diminutivos Ted o Ned eran aun menos apropiados. Alexander era demasiado largo y Sandy sugería peinado hacia atrás y pecas. Había leído en algún libro que el nombre más favorable para hacerse famoso era uno consistente en un dáctilo seguido de un espondeo, como al final de un hexámetro: como Jeremy Taylor. Aleister Crowley cumplía estas condiciones y Aleister es la forma gaélica de Alexander. Adoptarlo satisfaría mis ideales románticos.»

Aleister Crowley, sobre su cambio de nombre.

Ingresó en el londinense Templo de Isis-Urania de la Orden Hermética del Alba Dorada (‘Hermetic Order of the Golden Dawn’) en 1897, donde escaló rápidamente los grados iniciáticos inferiores y se enfrentó con otros miembros de la misma, como William Butler Yeats y S.L. McGregor Mathers. Poco satisfecho, abandonó dicha orden y creó la organización ocultista Astrum Argentum, A.A., llegando también a ser cabeza visible de la O.T.O. (Ordo Templi Orientis) en que rige su ley de Thelema, que es HAZ TU Voluntad. También fue miembro honorífico de otras sociedades secretas.
Se retiró a Escocia, cerca de la localidad de Foyers, donde compró una casa a orillas del famoso lago Ness, la llamada Boleskine House. Allí, de acuerdo a la antigua costumbre escocesa de llamar Laird a un terrateniente, se hizo llamar Laird de Boleskine y Abertarff.
Crowley llamó "Iluminismo Científico" al sistema que desarrolló para la A.A. Para divulgar sus enseñanzas, él mismo publicó, con la ayuda de varios colaboradores, la serie de revistas llamadas "El equinoccio" (The Equinox). El lema del Iluminismo Científico es "el método de la Ciencia, el objetivo de la Religión". En este lema, conforme aclara el mismo Aleister Crowley, "(si se interpreta correctamente) está expresado todo".
Llegó a ser un célebre ocultista, conocido en los medios esotéricos como Baphomet, uno de los nombres mágicos que adoptó. Dos de sus obras más renombradas son Magic in Theory and Practice (Magia en teoría y práctica) y el Liber AL vel Legis (El Libro de la Ley).

## Otras actividades

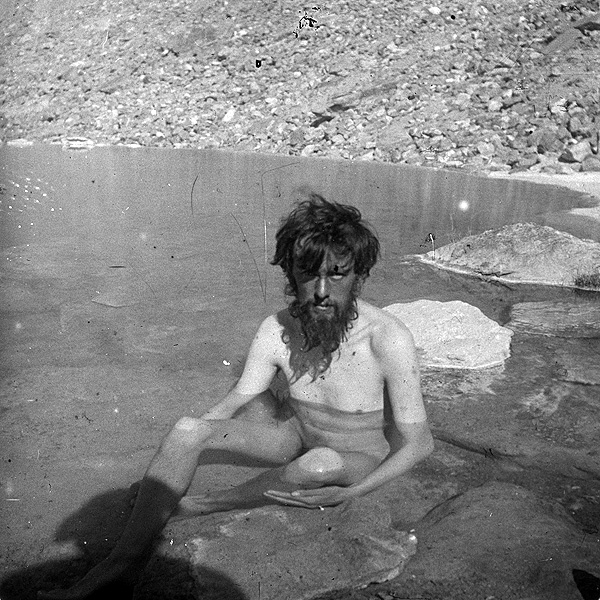
Crowley durante la expedición al K2 en 1902

Crowley no era solo un iniciado en temas esotéricos, también era novelista, poeta y ensayista, y escribió a lo largo de su vida ochenta libros, la mayoría referentes a la magia, cábala, esoterismo, yoga y, en concreto, gran parte de ellos sobre su sistema MagicK, con K final, y a la filosofía o "religión" que él fundó (Thelema) gracias a las revelaciones del Libro de la Ley.
Semejante cantidad de títulos solo fue de posible alcanzar porque empezó a publicar con 23 años y no dejó de escribir hasta prácticamente el día de su muerte, a los 72 años de edad.
También, fue traductor de obras clásicas y contemporáneas escritas en francés, de magia, poesía y esoterismo.
Además, fue un montañero muy activo que practicaba el alpinismo y el himalayismo. En 1902 se reunió con Oscar Eckenstein y varios otros montañeros como Guy Knowles, H. Pfannl, V. Wesseley y Jules Jacot-Guillarmod y organizaron la expedición Eckenstein-Crowley, que intentó alcanzar la cima del K2, que nunca se había escalado. En el viaje, Crowley se vio afectado por la gripe, la malaria y la ceguera por la nieve, y otros miembros de la expedición también sufrieron enfermedades. Alcanzaron una altitud de 6096 m antes de regresar. En 1905 perteneció a la primera expedición europea y del mundo que intentó conquistar la cumbre del Kangchenjunga, en la que permaneció varios días a gran altitud sin asistencia respiratoria, ya que aún no existían las botellas de oxígeno.
Asimismo, era un excelente ajedrecista y practicaba la caza mayor como deporte, el ciclismo y el piragüismo, entre otras disciplinas deportivas.
Fue un viajero incansable, que residió en Londres, Foyers, París, Nueva York, El Cairo y Cefalú y recorrió China, India, Ceilán, Birmania, Marruecos, Argelia, Túnez, Egipto, España, Francia, Italia, Suiza, México, Canadá, Chile, Argentina, entre otros.
Otra peculiaridad a destacar es la obsesión que tuvo por descubrir la identidad del asesino en serie Jack el Destripador. Crowley creía que quien se ocultaba bajo ese macabro alias era Robert D'Onston Stephenson, un charlatán que había sido amante de una de sus principales seguidoras, llamada Mabel Collins, y que además era socio de su principal colaboradora, la baronesa Vittoria Cremers.
Junto con Frieda Harris, la esposa de Sir Percy Harris (miembro del Congreso de los Diputados liberal por Bethnal Green), creó una baraja de Tarot, el Tarot Toth. Frieda Harris era devota de Crowley, quien la nombró albacea de su testamento. En 1942 completó acuarelas para utilizarlas en la publicación de un mazo de cartas del tarot que se ajustaba al término de Crowley.
En este tarot, como en otros lugares, fusionó la magia occidental con el misticismo exótico (como el gnosticismo y el budismo tántrico) y con la ciencia moderna (como la química y la sicología freudiana). De este modo amplió la obra de Éliphas Lévi, un notable mago francés que había fallecido en 1875, año del nacimiento de Crowley; Crowley aseveró ser la reencarnación de Lévi. El Libro de Thoth (1944) es el comentario de Crowley sobre este tarot. No reconoció el hecho de que la estructura básica de su tarot dependía de las enseñanzas del la Orden de la Aurora Dorada.

## El Libro de la Ley

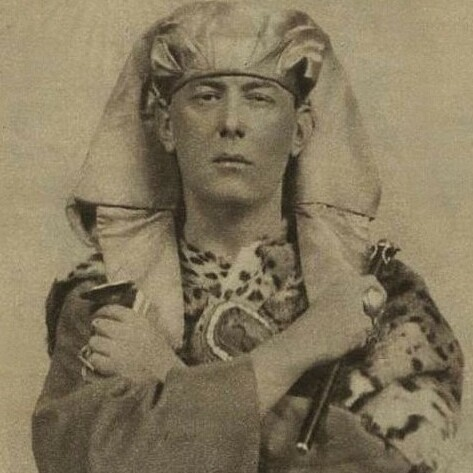
Crowley vestido como Osiris en su juventud

Crowley decía haber recibido en estado de mediumnidad su obra El libro de la ley (Liber AL vel Legis sub figura CCXX) de una entidad preterhumana llamada Aiwaz o Aiwass. Este hecho fue el punto culminante de la vida de Aleister, quien decía que había vivido para recibir este don.[cita requerida]
Crowley estaba en El Cairo de luna de miel con su esposa, Rose Kelly, cuando en los días 8, 9 y 10 de abril de 1904, entre las 12:00 y las 13:00 horas, recibió un capítulo cada día, constando El Libro de la Ley de exactamente tres capítulos en total.
Este libro proclama la ley de Thelema ("Voluntad" en griego) para el Nuevo Eón de Horus que comenzó en 1904, con la recepción del texto, y reemplazó al Eón de Osiris. En los textos de los thelemitas se cuenta como primer año 1904, en vez del año del calendario occidental, y se le añaden las posiciones diarias del Sol y la Luna. Dos de las frases más conocidas de este libro son: "Haz lo que tú quieras, será toda Ley" y "Amor es la ley, amor bajo voluntad".
En 1920, fundó la Abadía de Thelema en la población de Cefalú, en Sicilia. Se trata de una casa de campo remodelada y decorada por él mismo con frescos en las paredes, siguiendo el estilo de Gauguin, a quien admiraba. En ella permaneció un tiempo junto con varios seguidores, hasta que fueron expulsados de Italia por el gobierno de Mussolini debido, sobre todo, a la muerte de uno de sus discípulos, Raoul Loveday, que se intoxicó al beber agua contaminada, y al revuelo generado por Betty May, esposa de este último.
La contracultura thelémica se anticipó notablemente a lo que más tarde sería el movimiento hippie, siendo similar en su mezcla de libertad sexual, experimentación con todo tipo de drogas, meditación, mezcla de cultos orientales y occidentales, etc, aunque, dada la antelación de Crowley, fue criticado en su momento por tales razones debido a su bisexualidad y la experimentación con drogas. Es de destacar que el principio del movimiento (muy minoritario) se produjo en Gran Bretaña durante la época de la reina Victoria.
Entre quienes lo estudiaron a lo largo de su vida, y lo estudian también tras su muerte, han existido sociedades y personas destacadas que siguen sus enseñanzas, como el pintor Austin Osman Spare, que luego crearía, a su vez, el movimiento Zos Kia Cultus; el director de cine y escritor hollywoodiense Kenneth Anger; Jimmy Page, guitarrista de Led Zeppelin que vivió unos años en Boleskine House; Danny Carey, batería de Tool; el escritor Paulo Coelho y el cantautor brasileño Raul Seixas, que grabaron músicas como: A Lei (La Ley), Sociedade Alternativa, con ideales Thelemitas. The Beatles le incluyeron junto a otras muchas celebridades en la portada de su álbum Sgt. Pepper's Lonely Hearts Club Band.
Su vida y obra también influyeron a personajes como Anton Szandor LaVey y un sinfín de ocultistas, satanistas, etc.

## Muerte

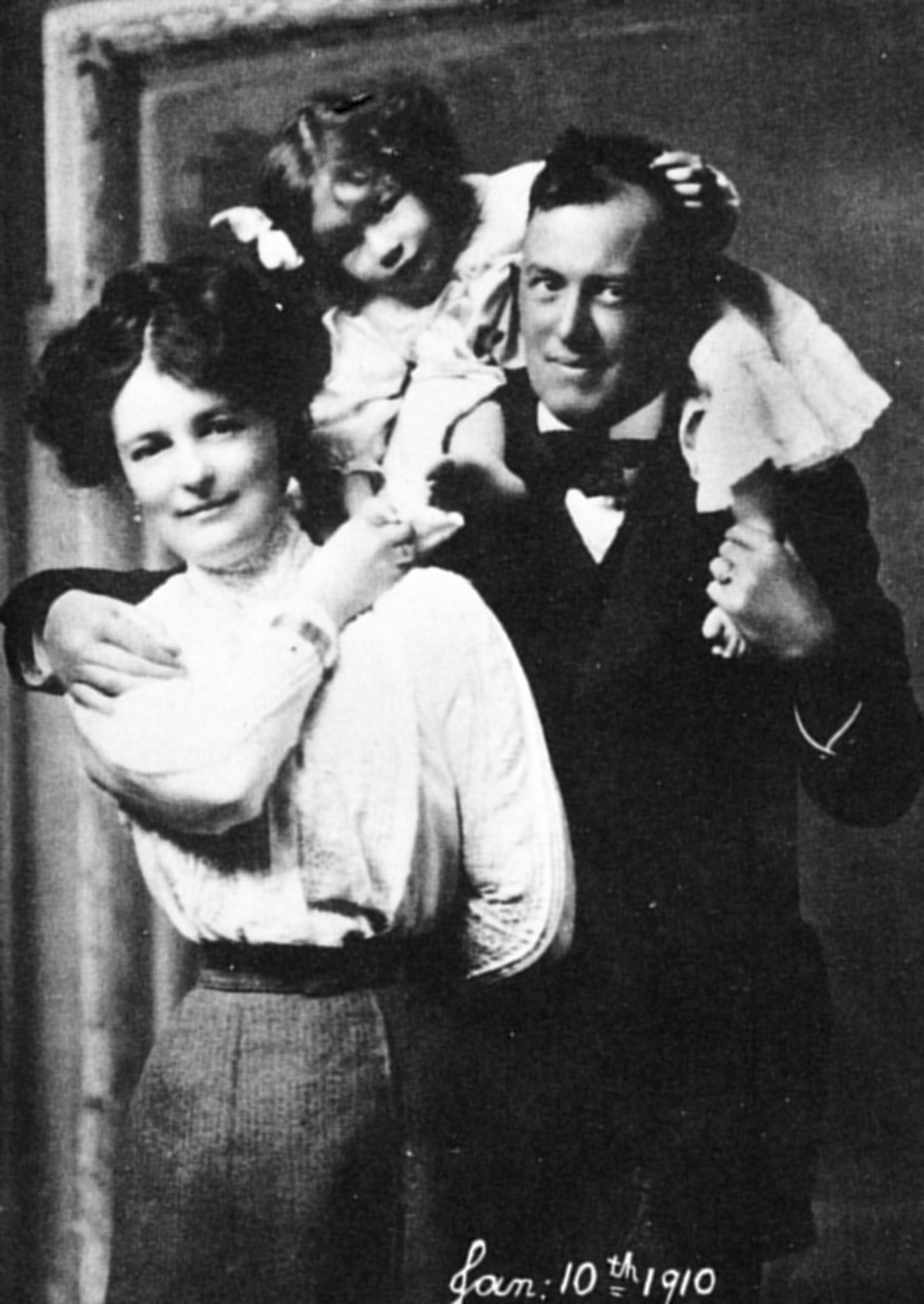
Crowley con su esposa y con su hija, en una fotografía fechada en 1910

Tras una vida aventurera y llena de actividad, Crowley acabó muriendo en una casa de huéspedes de Hastings, aquejado de degeneración del miocardio y bronquitis aguda. Fue incinerado en una ceremonia a la que acudieron algunos de sus discípulos y amigos, en la que leyeron parte de los Textos Sagrados de Thelema, entre ellos, pasajes del Liber Legis y de su Himno a Pan.
Existen distintas versiones sobre las últimas palabras de Crowley en el lecho de muerte. Según el relato de John Symonds, la enfermera le había contado que Crowley le había sujetado la mano con fuerza y, con lágrimas en los ojos, le había dicho: «Estoy perplejo». Sin embargo, según un tal Sr. Rowe, que estaba presente en la habitación, Crowley dijo: «A veces me odio a mí mismo». Según otra de las versiones, recogida por Gerald Suster en su biografía de Crowley, un empleado de la casa oyó un fuerte ruido en el piso superior mientras limpiaba los muebles, subió y vio a Crowley muerto en el suelo de la habitación. Finalmente, según Patricia MacAlpine, madre del último de los cinco hijos de Crowley, murió pacíficamente en su lecho mientras soplaba el viento y sonaban truenos en el exterior. En palabras de MacAlpine, «eran los dioses, que lo saludaban».

## En la cultura popular
- La imagen de Crowley aparece como uno de los numerosos personajes que figuran en la portada del disco Sgt. Pepper's de The Beatles (véase Anexo:Portada de Sgt. Pepper's Lonely Hearts Club Band).
- El cantante Ozzy Osbourne escribió "Mr. Crowley". Fue incluida inicialmente en el álbum debut de Osbourne, Blizzard of Ozz, inspirado en él y se convirtió en uno de sus temas más populares.
- La banda sueca Ghost utilizó una fotografía de Crowley como inspiración para la portada de su quinto álbum de estudio Impera.

### En español

#### Autobiografía y biografía
- Crowley, Aleister. Las confesiones de Aleister Crowley. Valdemar, Madrid, 2018. 1120 págs. ISBN 978-84-7702-892-5
- Symonds, John Addington. La gran bestia: vida de Aleister Crowley el gran mago. Siruela, Madrid, 2008. 864 págs. ISBN 978-84-9841-172-0

#### Ensayo
- El continente perdido y otros ensayos. Valdemar, Madrid, 2001. 396 Págs. ISBN 84-7702-349-2
- "Cocaína" (escrito de Crowley sobre esta droga). En Pioneros de la coca y la cocaína - Varios autores. Biblioteca Letras Psicoactivas. Editorial El Peón Espía. Año de publicación: 2011. ISBN 978-84-938716-3-5.

#### Ficción
- El Testamento de Magdalen Blair y otras historias, Ed. Siruela S.A., 1992. 116 Págs. ISBN 84-7844-111-5
- La estratagema, en El Club del Haschisch. La droga en la literatura. Taurus, Madrid, 1976.
- La hija de la luna. Intrigas Mágicas del Bien y del Mal. Humanitas, Barcelona, 1999. 276 págs. ISBN 84-7910-304-3

#### Poesía
- Rodin en verso. Ediciones Iguitur (montblanc) Iguitur poesía 1999. 159 págs. 6 láminas de Auguste Rodin ISBN 84-95142-02-3

#### Magia pre y post thelémica
- Astrología. Edición de Stephen Skinner. Ediciones Indigo, Madrid, 1976. 256 págs. ISBN 84-86668-03-4 (Descatalogado). Quatto ediciones, 1976, 350 Págs ISBN 84-379-0064-6
- De arte mágica. Humanitas, Barcelona, 1991. 80 págs. ISBN 84-7910-065-6
- El libro de la ley. A. Rosenberg & R. Rita Editores, Montevideo, 1982 y Humanitas, Barcelona, 1988.
- El libro de las mentiras. Humanitas, Barcelona, 1988. 126 págs. ISBN 84-7910-223-3
- El libro de Thot. Un breve ensayo sobre el Tarot de los egipcios. L. Cárcamo, Madrid, 1985. 294 págs. ISBN 84-7627-004-6
- Gematria. Humanitas, Barcelona, 1987. 80 págs ISBN 84-7734-054-4
- Goëcia. La clave menor del rey Salomón. Yug, México D.F., 1985 (Descatalogado).
- La adivinación por el Tarot. Humanitas, Barcelona 1986 ISBN 84-7910-082-6 e IBIS, Barcelona, 1988. 91 págs ISBN 84-86512-18-2
- Libro 4. Las leyes y verdades del mundo oculto y los rituales mágicos. Humanitas, Barcelona, 2002. 204 págs. ISBN 84-7910-356-6
- Los Textos sagrados de Thelema. Edaf, Madrid, 1989. 314 págs. ISBN 84-7640-237-6 (descatalogado)
- Magia(k). En teoría y práctica. L. Cárcamo, Madrid, 1986. 519 págs. ISBN 84-7627-014-3
- Sepher Sephirot. Humanitas, Barcelona, 1989. 85 págs. ISBN 84-7734-078-1
- 777. Humanitas, Barcelona, 1989. 195 Págs. ISBN 84-7734-069-2

### En inglés

#### Biografía
- Sutin, Lawrence (2000). Do What Thou Wilt. A Life of Aleister Crowley. Nueva York: St. Martin's Press. ISBN 0-312-25243-9.
- Booth, Martin (2000). A Magick Life: The Biography of Aleister Crowley. Londres: Coronet Books. ISBN 978-0-340-71806-3.
- Kaczynski, Richard (2010). Perdurabo: The Life of Aleister Crowley (2ª edición). Berkeley, California: North Atlantic Books. ISBN 978-0-312-25243-4.

#### Literatura erótica
- White Stains. Obra literaria, a título póstumo, de George Archibald Bishop, Un neurópata del Segundo Imperio. Ámsterdam 1898, 131 págs. (Solo 100 ejemplares. La mayor parte de ellos fueron destruidos en 1924 por las autoridades aduaneras británicas).

- Snowdrops (Anémonas) del jardín de un cura. 1881 A.D. Cosmopoli. Impresa clandestinamente, sin hallarse a la venta. París 1904, xxx + 168 págs. (Contiene "La novela sin nombre" y "El libro del bromo". Solo 100 ejemplares. La mayor parte de ellos fueron destruidos en 1924 por las autoridades aduaneras británicas).

- Bagh-I-Muattar. Traducido de un MS. indio poco conocido, por el desaparecido mayor Lutiy y otra persona: "El jardín perfumado de Abdullah, el satírico de Shiraz". Edición privada. Londres 1910, 137 págs. (200 ejemplares. La mayor parte de ellos fueron destruidos en 1924 por las autoridades aduaneras británicas).

#### Poesía
- Aceldama. Un lugar para sepultar a los extraños. Poéma filosófico por un gentilhombre de la Universidad de Cambridge. Edición privada. Londres 1898, 29 págs.
- The Tale of Archais. Una novela en verso. Por un gentilhombre de la Universidad de Cambridge. Kegan, Paul, Trench, Trubner & Co., Londres 1898, viii + 89 pags.
- Jezebel y otros poemas trágicos. Por el Conde Vladimir Svareff. Editado con introducción y epílogo de Aleister Crowley. edición privada. Chiswick Press, Londres, 1898, 23 págs.
- (a) Songs of the spirit. por Aleister Crowley. Sublimum feriam sidera vertice. Hor. Kegan, Paul, Trench, Trubner & Co., Londres 1898, x + 109 págs.
- (b) Songs of the spirit. por Aleister Crowley. Sublimum feriam sidera vertice. Hor. Sociedad para la Propagación de la Verdad Religiosa, Boleskine, Foyers, Inverness, 1905, x + 109 págs.
- (a) Jephthah. Tragedia. Por un gentilhombre de la Universidad de Cambridge. (Aleister Crowley. edición no venal) Londres 1898, 71 págs. (solo 25 ejemplares).
- (b) The Honourable Adulterers. Tragedia de A.E.C. Londres 1899, 8 págs. (Edición preliminar de Jephthah and Other mysteries. Solo 5 ejemplares).
- (c) The Poem. Drama breve en cuatro escenas. Por Aleister Crowley. Edición privada. Londres 1898, 20 págs. (Edición preliminar de otra parte de Jephthah and Other Mysteries. Solo 10 ejemplares)
- (d) Jephthah and Other Mysteries. (Lírica y Drama) Por Aleister Crowley. Kegan, Paul, Trench, Trubner & Co., Londres 1899, xxii + 233 págs.
- An Appeal to the American Republic. Por Aleister Crowley. Kegan, Paul, Trench, Trubner & Co., Londres 1899, 12 págs.
- (a) The Mother's Tragedy y otros poemas. Por Aleister Crowley. Edición privada. Londres 1901, xii + 111 págs.
- (b) The Mother's Tragedy y otros poemas. Por Aleister Crowley. Nueva Edición. Sociedad para la Propagación de la Verdad Religiosa, Boleskine, Foyers, Inverness, 1907, xii + 11 págs.
- The Soul of Osiris. Una historia. Por Aleister Crowley. Kegan, Paul, Trench, Trubner & Co., 1901, xii + 129 págs.
- (a) Carmen Saeculare. Por St. E. A. de M. y S. Publicación privada, Londres 1901, 30 Págs. (solo 30 ejemplares).
- (b) Carmen Saeculare. Por St. E. A. de M. y S. Kegan, Paul, Trench, Trubner & Co. 1901, 30 págs.
- (a) Tannhäuser. Una historia de todos los tiempos. Por Aleister Crowley. Kegan, Paul, Trench, Trubner & Co. Londres 1902, 142 págs.
- (b) Tannhäuser. Una historia de todos los tiempos. Por Aleister Crowley. Sociedad para la Propagación de la Verdad Religiosa, Boleskine, Foyers, Inverness. 1907, 142 págs.
- The God Eater. Una tragedia sátira. Por Aleister Crowley. Chas., Watts & Co. Londres 1903, 32 págs. (Existe un ejemplar editado por Watts & Co.).
- Summa Spes. Aleister Crowley. Londres 1903, 6 Págs (Impreso con caracteres rojos sobre pergamino japonés, con una fotografía del autor).
- New Year 1903. "De Aleister Crowley, deseándole una pronta terminación de la existencia". París 1903. (Una página impresa con un soneto).
- Ahab y otros poemas. Por Aleister Crowley, con introducción y epílogo del conde Vladimir Svareff. edición privada. Chiswick Press, Londres 1903, 34 págs.
- (a) Alice an Adultery. edición privada. 1903, xx + 95 págs.
- (b) Alice an Adultery. Sociedad para la Propagación de la Verdad Religiosa, Boleskine, Foyers, Inverness.1905, xii + 85 págs.
- (a) The Star and the Garter. Por Aleister Crowley. Watts & Co. Londres 1903, 89 págs.
- (b) The Star and the Garter. Por Aleister Crowley. Edición Popular. Sociedad para la Propagación de la Verdad Religiosa, Boleskine, Foyers, Inverness. 1904, 77 págs.
- (a) The Sword of Song. llamado por los cristianos "El libro de la Bestia". Aleister Crowley. Sociedad para la Propagación de la Verdad Religiosa, Benarés 1904, ix + 194 págs (solo 10 ejemplares en rústica de color rojo. Con dos ensayos en prosa a la manera de sendos apéndices, "Berashit" y "Ciencia y budismo").
- (b) The Sword of Song. llamado por los cristianos "El libro de la Bestia". Aleister Crowley. Sociedad para la Propagación de la Verdad Religiosa, Benarés 1904, ix + 194 págs (En rústica en color azul oscuro y oro. Con dos ensayos en prosa a la manera de sendos apéndices, "Berashit" y "Ciencia y budismo").
- In Residence. Guía de los Dones (veteranos) de Cambridge. Por Aleister Crowley, en cierta ocasión tutor del Trinity. Así llamada con el objeto de mantener a salvo los intereses del College (lat. Tutus-a-um, a salvo) como probó su dilatada existencia. Elijah Johnson. Cambridge 1904, x + 94 págs. (Debería contener el impreso para participar en el concurso premiado con 100 libras sobre "la obra de Aleister Crowley").
- The Argonauts. Por Aleister Crowley. Sociedad para la Propagación de la Verdad Religiosa, Boleskine, Foyers, Inverness. 1904, 102 págs.
- (a) Why Jesus Wept. un estudio de la sociedad y de la gracia de Dios. Por Aleister Crowley. Edición privada. Londres 1904, xiv + 80 págs. (Debiera contener una separata de 8 págs. "Mr. Crowley y las creencias" y "El credo de Mr. Chesterton", más un post scriptum titulado "Un hijo de Efraím, el colosal colapso de Chesterton" y, así mismo una hojilla "Nota a las págs. 75 y 76").
- (b) Why Jesus Wept. un estudio de la sociedad y de la gracia de Dios. Sociedad para la Propagación de la Verdad Religiosa, Boleskine, Foyers, Inverness. 1904, xiv + 80 págs. (sin la separata ni la hojilla de la anterior edición).
- Oracles. La bibliografía de un arte. Fragmentos inéditos de la obra de Aleister Crowley, con notas aclaratorias de P.R. Lester y del autor. Sociedad para la Propagación de la Verdad Religiosa, Boleskine, Foyers, Inverness. 1905, viii + 175 págs.
- Rosa Mundi. Poema de H.D. Carr, con una composición original de Auguste Rodin. Ph. Renouard, Paris, y H.D. Carr, Londres, 1905, 17 págs. (Una litografía de Rodin coloreada por Clot).
- Collected Works. Las obras de aleister Crowley. Tres volúmenes. Sociedad para la Propagación de la Verdad Religiosa, Foyers. 1905, 1906, 1907. Vol I, x + 269 págs; vol. II, viii + 283 págs.; vol. III, vii + 248 Págs. (unos pocos ejemplares fueron encuadernados formando un único volumen).
- Gargoyles. Esto es, Imágenes extrañamente elaboradas de la Vida y la Muerte. Por Aleister Crowley. Sociedad para la Propagación de la Verdad Religiosa, Foyers. 1906, vi + 113.
- Rosa Coeli. Poema. por H. D. Carr, con una composición original de Auguste Rodin. Londres 1907, 7 págs. (Contiene una litografía de Rodin coloreada por Clot).
- Rosa Inferni. poema. por H. D. Carr, con una composición original de Auguste Rodin. Londres 1907, 7 págs. (Contiene una litografía de Rodin coloreada por Clot).
- Rodin in rime. Siete litografías de Clot a partir de acuarelas de Auguste Rodin, con versos dispuestos como una orla. Por Aleister Crowley. impreso por el autor. Londres 1907, 67 págs.
- (a) Amphora. Impreso en una edición reservada solo a la autora y a sus amistades más íntimas. 1908, 82 págs.
- (b) Amphora. Burns & Oates. Londres 1909, 80 págs. (Al parecer la edición fue retirada por los propios editores al enterarse de que su autor no era otro que Crowley).
- (c) Hail Mary. Por Aleister Crowley. The Equinox. Londres 1912, 96 págs. (Se trata de una reedición de Amphora, sin el epílogo y con una lista de las obras de Crowley que no figuraba en la edición anterior).
- Clouds Without Water. editada a partir de un MS. privado por el Rev. C. Verey. Impresa para uso privado de los ministros de la religión. Londres 1909, 140 Págs.
- Alexandra. Fragmentos de una oda a la reina de Inglaterra. edición limitada a personas de calidad. Shanghái 1905. (a pesar de los datos de publicación, la obra había sido editada en París, en una fecha próxima a 1909. Al parecer, todos los ejemplares fueros destruidos por las aduanas británicas debido a la obscenidad y al crimen de lesa majestad en que había incurrido la obra en cuestión).
- The World's Tragedy. Por Aleister Crowley. edición privada para su circulación en los países libres. No se permitirá la importación de ningún ejemplar a Inglaterra o a Estados Unidos. París 1910, xliii + 138 págs.
- Rosa Decidua. (1910), 11 págs. (Sin frontispicio. Contiene una fotografía de Crowley con su esposa Rose y su hija Lola. Solo 20 ejemplares. Fue publicado con motivo de su divorcio).
- The Winged Beetle. Por Aleister crowley. "En la medianoche se halla oculto el amanecer". Edición privada. Londres 1910. ix + 228 págs. (Debiera incluir un "Glosario de términos inciertos", que presenta, en la tercera estrofa de la dedicatoria, una blasfemia encubierta).
- Ambergris. Selección de poemas de Aleister Crowley. Elkin Mathews. Londres 1910, viii + 198 págs.
- Sir Palamedes. La edificante historia del buen Sir Palamedes, caballero sarraceno, y de sus aventuras en demanda de la Bestia. Por Aleister Crowley. Wieland & Co. Londres, Anno Pseudo Chisti 1912, viii + 113 págs.
- Household Gods. Comedia. por Aleister Crowley. Edición privada. Pallanza 1912, 44 Págs.
- The Writing on the Ground. por E.G.O. Editado por el autor. (Londres, ca. 1913) 8 Págs. (Contiene poema "A Slim Gilt Soul" y un comunicado leído en la Dilettanti Society, relacionado con Lord Alfred Douglas).
- Chicago May. Poema de amor. Se insta encarecidamente al poseedor de este ejemplar a que lo mantenga bajo llave y que no lo lleve a ninguna parte hasta 1964. Precio 5 guineas. edición privada. Nueva York 1914, 26 págs.
- The Giant's Thumb. Por Aleister Crowley. "Quien siembra vientos recoge tempestades". Mitchell Kennerley, Nueva York 1915, xxi + 316 págs. (No fue publicada, lo único que queda de esta obra son las pruebas).
- Hymn to Pan. Aliester (sic.) Crowley. the Argus Book Shop, 434 S. Wabash Ave., ca. 1917. (Un pliego de papel doblado en dos e impreso por las cuatro caras).
- (a) Song for Italy. "Parturiunt Montes - Nascitur Ridiculus Musolini". Por Aleister Crowley, n.º 1, Tirol. Túnez 1923. (Un pliego de papel delgado, doblado en dos e impreso por las cuatro caras).
- (b) Song for Italy. "Parturiunt Montes - Nascitur Ridiculus Musolini". Por Aleister Crowley. Londres 1923, 15 págs.
- Temperance. Un folleto para los tiempos. Por Aleister Crowley. Publicado en forma privada por la O.T.O. Londres 1939, 15 págs. (Solo 100 ejemplares).
- England Stand Fast. poema de Aleister Crowley. Publicado en forma por la O.T.O. Londres 1939. (Un pliego de papel doblado en dos e impreso por las cuatro caras).
- (a) Thumbs Up! Un pentagrama, o pantáculo, para ganar la guerra. Por Aleister crowley, La Bestia 666, in hoc signo vinces. Londres 1941, 12 págs. (Con una fotografía del autor y una hojilla de erratas).
- (b) Thumbs Up! Un pentagrama, o pantáculo, para ganar la guerra. Por Aleister crowley, La Bestia 666, in hoc signo vinces. Cinco poemas del autor del "signo de la V". Para ser distribuido gratuitamente a los soldados y trabajadores de las fuerzas de la libertad. Londres 1941, 8 págs. (No trae la fotografía ni la fe de erratas de la anterior edición).
- (c) Thumbs Up! Un pentagrama, o pantáculo, para ganar la guerra. Por Aleister crowley, La Bestia 666. Nueva York 1941, 8 págs. (Sin la fotografía ni la fe de erratas).
- The Fun of the Fair. Nijni Novgorod 1913 e.v. Por Aleister crowley. Publicado por la O.T.O., California y Londres 1942, 23 págs. (Debiera traer una fe de erratas y el poema ciclostilado "Landed Gentry").
- Olla. Antología de sesenta años de cánticos. con una sobrecubierta de Frieda Harris y un frontispicio de Augustus John, R.A. Publicado por la O.T.O. Londres 1946, 128 págs.

#### Ficción y autobiografía
- Mortadello o el Ángel de Venecia. Comedia. Por Aleister Crowley. Wieland & Co., Londres 1912, ix + 110 Págs. (En alejandrinos).
- The Burning of Melcarth, relato. En The International 11 (10), octubre de 1917. Págs. 310-312 (seudónimo: Mark Wells).
- The Hearth, relato. En The International 11 (11), noviembre de 1917. Págs. 334-338 (seudónimo: Mark Wells).
- The God of Ibreez, relato. En The International 12 (1), enero de 1918. Págs. 19-24 (seudónimo: Mark Wells).
- The Mass of Saint Secaire, relato. En The International 12 (2), febrero de 1918. Págs. 42-46 (seudónimo: Mark Wells, "como traductor de "Barbey de Rochechoart").
- The King of the Wood, relato. En The International 12 (4), abril de 1918. Págs. 99-102 (seudónimo: Mark Wells). Título original: The Priest of Nemi.
- The Old Man of the Peepul-Tree, relato. En The International 12 (4), abril de 1918. Págs 107-110 (seudónimo: James Grahame).
- (a) The Diary of a Drug Friend. Por Aleister Crowley. W. Collins & Co., Londres 1922, x + 368 Págs.
- (b) The Diary of a Drug Friend. Por Aleister Crowley. The Mandrake Press, Londres 1923, 368 Págs.
- Moonchild. Un prólogo. Por Aleister Crowley. The Mandrake Press, Londres 1929, vii + 355 Págs.
- The Stratagem (y otras historias). Por Aleister Crowley. The Mandrake Press, Londres 1930, 139 Págs. (Contiene "La estratagema", "El testamento de Margaret Blair" y "Su pecado secreto").
- The Confessions of Aleister Crowley. El espíritu de la soledad. Una auto-hagiografía, subsiguientemente rebautizada como "las confesiones de Aleister Crowley". Dos vols. The Mandrake Press, Londres 1930. Vol. I, 284 Págs; Vol. II, 307 Págs. (El Vol. III consiguió llegar hasta las pruebas; los Vols. IV, V y VI quedaron escritos a máquina, sin llegar a ser compuestos).

#### Magia pre y post Thelémica
- Berasbith. Ensayo de ontología con algunas referencias a la mágia ceremonial. Por Abhavananda. edición privada para el Shanga de Occidente. París 1903, 24 Págs.
- (a) The Goetia. El libro de la Goecia del rey Salomón, traducido a la lengua inglesa por una mano muerta (es decir, S.L. MacGregor Mathers) y adornado con otras materias afines, para delecite del sabio, todo ello editado, verificado, presentado y comentado por Aleister Crowley. Sociedad para la Propagación de la Verdad Religiosa, Boleskine, Foyers, Inverness. 1904, ix + 65 Págs.
- (b) The Goetia. Por orden de jefe secreto de la orden Rosa Cruz....Ahora, por vez primera, al alcance de los adeptos ingleses... The Occult Publishing House. Chicago, 82 Págs. (una edición pirata y sin fecha).
- Konx om Pax. Ensayos sobre la Luz. Por Aleister Crowley. Bloleskine y Nueva York. 1907, xii + 118 Págs.
- 777. Vel prolegomena symbolica ad systemam sceptico-mysticae viae explicandae fundamentum hieroglyphicum sanctissimorum scientiae summae. Walter Scott Publishing Co., Londres 1909, ix + 54 Págs. (Debiera contener una separata con un diagrama del Árbol de la Vida y una fe de erratas adicional).
- Liber Collegii Sancti sub figura 185, que comprende las Obligaciones de los Grados y sus juramentos, es decir, el Liber XIII. Londres, ca. 1909, 14 Págs.
- The Holy Books:
  - A. Vol. I. (a) Liber LXI vel Causae. La Lección preliminar, Págs. 1-12.
  - (b) Liber Cordis Cincti Serpente vel LXV sub figura ADNI, Págs. 13-66.
  - B. Vol. II. Liber Liberi vel Lapidis Lazuli. Adumbratio Kabbalae Aegyptirum sub figura VII. Que trata de la emancipación voluntaria del Adeptus Exemptus de su condición de Adepto. Tales son las palabras que dan lugar al nacimiento de un Maestro del Templo, 64 Págs.
  - C. Vol. III. (a) Liber AL vel Legis. Sub figura CCXX, entregado por LXVIII a DCLXVI, Págs. 1-38.
  - (b) Liber Trigrammaton sub figura XXVII. Que consiste en el libro de los Trigramas de las permutaciones del Tao con el Yin y el Yang, Págs. 39-47.
  - (c) Liber DCCCXIII vel Ararita sub figura DLXX. Chiswick Press. Págs 49-64.

Chiswick Press, Londres, ca 1909. (Unos pocos ejemplares fueron encuadernados juntos en un mismo libro que comprendía los tres volúmenes).
- The Book of the Law:
  - (a) Véase 68 C. (a).
  - (b) AL, Liber Legis, El Libro de la Ley, sub figura XXXI, tal y como le fuera entregado por Aifass (en hebraico y griego) a Ankh-af-a-Khonsu, El Sacerdote de los Príncipes, que es 666. Editado ahora de forma privada, después de 22 años dedicados a la preparación de once personas en la Madriguera del León. Túnez, 7 Págs. impresas y 65 fotografías del MS. original. (Todo ello en un estuche encuadernado en piel).
  - (c) El Libro de la Ley (denominado técnicamente Liber AL vel Legis sub figura CCXX, tal y como le fuera entregado por XCIII=418 a DCLXVI). Editado de forma privada por la O.T.O. Precio neto 2/6. Londres 1938, 50 Págs.
  - (d) Lo mismo que (c) pero al precio neto de un chelín. Encuadernado en rústica.
  - (e) Lo mismo que (c) pero publicado por la Iglesia de Thelema, 1003 S. Orange Grove Ave. Passadena, California, 49 Págs.
- The Rites of Eleusis, 1910, 12 Págs.
- Book four:
  - A. Primera Parte. Libro Cuarto. Por Frater Perdurabo y Soror Virakam. Precio neto cuatro groats o un chelín. Wieland ¬ Co., Londres, ca. 1911, 94 Págs.
  - B. Segunda Parte. libro Cuarto. Por Frater perdurabo y Soror Virakam. Precio neto cuatro tanners o dos chelines. Wieland & Co., Londres, ca 1912, 186 Págs.
  - C. Tercera Parte:
    - (a) Magick en teoría y Práctica. Por el Maestro Therión (viniendo a ser la 3ª parte del Libro Cuatro). París, 1929, xxxi + 436 Págs. (Publicada en cuatro volúmenes encuadernados en rústica, con una lámina de colores, por la editorial Lecram Press).
    - (b) Magick en Teoría y Práctica. Por el Maestro Therión (Aleister Crowley). Editado solamente para los suscriptores. Londres 1929, xxxiv + 436 Págs. (No trae la lámina en colores).
- The Book of Lies. LIBER 333, El Libro de las mentiras, también llamado, erróneamente, de las Ausencias, esto es, las divagaciones o falsificaciones del pensamiento del hermano Perdurabo, que, en sí mismo, es erróneo. Wieland & Co., Londres 1913, (Debiera de contener una fe de erratas).
- The Equinox. (Los diez números del vol. I y los dos primeros del vol. III tuvieron cierta periodicidad y Crowley fue responsable, por lo menos, del 75% de su contenido. El Vol. II nunca fue escrito. Los n.º 3,4 y 5 del vol. III, monográficos, solo recogieron la obra de Crowley.
  - A. Vol I:
    - 1. Número 1. The Equinox. Órgano oficial de la A:.A:.. La revista del iluminismo científico. "De la ciencia, el método - de la religión, el fin". Simpkin, Marshall, Hamilton, Kent and Co., Londres, marzo de 1909, 139 Págs.
    - 2. Número 2. Título y datos de edición como el número 1, a excepción de la fecha, septiembre de 1909, y el número de páginas, 397.
    - 3. Número 3. Idem. a excepción de la fecha, marzo de 1910, del número de páginas, 331, y de las de su Suplemento, 75.
    - 4. Número 4. Idem. pero editado por Aleister Crowley en las dependencias de The Equinox, Londres, septiembre de 1910, 352 Págs. Las del Suplemento eran 113.
    - 5. Número 5. Idem. que el número 4, pero aparecido en marzo de 1911, 150 Págs + 176 del Suplemento.
    - 6. Número 6. Idem. que el número 5, pero publicado por Wieland & Co., Londres, septiembre de 1911, 170 Págs. + 124 del Suplemento.
    - 7. Número 7. Idem. que el número 6, pero editado por Mary D'Este Sturges y Víctor Neuburg, Londres, marzo de 1912, 424 Págs.
    - 8. Número 8. Idem. que el número 7, pero editado por Soror Virakam y Fra. Lampada Tradam, Londres, septiembre de 1912, xv + 252 Págs; Suplemento: xvi + 258 Págs.
    - 9. Número 9. Idem. que el número 8, pero publicado por Wieland & Co., Londres, marzo de 1913, xv + 313 Págs.
    - 10. Número 10. Idem. que el número 9, pero aparecido en septiembre de 1913, xxxix + 244 Págs.; Suplemento: 291 Págs.

  - B. Vol. II: Descrito en los términos de "un volumen de silencio".
  - C. Vol. III: